# Championnat d'Europe de baseball 2003
 (janvier 2025).
Si vous disposez d'ouvrages ou d'articles de référence ou si vous connaissez des sites web de qualité traitant du thème abordé ici, merci de compléter l'article en donnant les références utiles à sa vérifiabilité et en les liant à la section « Notes et références ».
Navigation
Édition précédente Édition suivante
Le championnat d'Europe de baseball 2003, vingt-huitième édition du championnat d'Europe de baseball, a eu lieu du 11 au 19 juillet 2003 aux Pays-Bas. Il a été remporté par l'équipe des Pays-Bas.